# Diestrammena annandalel
Diestrammena annandalel är en insektsart som beskrevs av Griffini 1915. Diestrammena annandalel ingår i släktet Diestrammena och familjen grottvårtbitare. Inga underarter finns listade i Catalogue of Life.